# Ilisha sirishai
Ilisha sirishai är en fiskart som beskrevs av Seshagiri Rao, 1975. Ilisha sirishai ingår i släktet Ilisha och familjen Pristigasteridae. Inga underarter finns listade i Catalogue of Life.